# Lars Søndergaard
Lars Søndergaard   (Aalborg, 5 d'abril de 1959) és un entrenador i exjugador de futbol professional danès que treballa com a entrenador de la selecció femenina de Dinamarca.
El 18 de desembre de 2017, l'Associació Danesa de Futbol (DBU) va anunciar que Lars Søndergaard era el nou entrenador de la selecció femenina de Dinamarca. Va signar un contracte que duraria fins al final de l'Eurocopa Femenina de la UEFA 2021. El 10 d'octubre de 2020, DBU va anunciar que Søndergaard havia signat un nou contracte que duraria fins a una possible classificació per a la Copa del Món Femenina de la FIFA 2023.